# Episodi di Sabrina, vita da strega (sesta stagione)
La sesta stagione della serie televisiva Sabrina, vita da strega fu trasmessa in Stati Uniti, dalla WB tra il 5 ottobre 2001 e il 10 maggio 2002. Fu trasmessa in Italia su Italia 1 nel 2003.
| nº | Titolo originale                | Titolo italiano                 | Prima TV USA     | Prima TV Italia |
| -- | ------------------------------- | ------------------------------- | ---------------- | --------------- |
| 1  | Really Big Season Opener        | Il film horror                  | 5 ottobre 2001   |                 |
| 2  | Sabrina's Date With Destiny!    | Appuntamento con il destino     | 12 ottobre 2001  |                 |
| 3  | What's News?                    | Che c'è di nuovo?               | 19 ottobre 2001  |                 |
| 4  | Murder on the Halloween Express | Omicidio sull'Halloween express | 26 ottobre 2001  |                 |
| 5  | The Gift of Gab                 | Il dono dell'eloquenza          | 2 novembre 2001  |                 |
| 6  | Tine Ice                        | Ghiaccio sottile                | 9 novembre 2001  |                 |
| 7  | Hex, Lies & No Videotape        | Magie, bugie e nessun videotape | 16 novembre 2001 |                 |
| 8  | Humble Pie                      | La torta dell'umiltà            | 7 dicembre 2001  |                 |
| 9  | A Birthday Witch                | Compleanno da strega            | 11 gennaio 2002  |                 |
| 10 | Deliver Us from E-mail          | Liberaci dall'e-mail            | 18 gennaio 2002  |                 |
| 11 | Cloud ten                       | Viaggio all'ottavo cielo        | 25 gennaio 2002  |                 |
| 12 | Sabrina and the Candidate       | Il candidato                    | 1º febbraio 2002 |                 |
| 13 | I Think I Love You              | Penso di amarti                 | 15 febbraio 2002 |                 |
| 14 | The Arrangment                  | Matrimonio combinato            | 22 febbraio 2002 |                 |
| 15 | Time After Time                 | Giorno dopo giorno              | 15 marzo 2002    |                 |
| 16 | Sabrina and the Kiss            | Il bacio                        | 22 marzo 2002    |                 |
| 17 | The Competition                 | La competizione                 | 5 aprile 2002    |                 |
| 18 | I, Busybody                     | La ficcanaso                    | 12 aprile 2002   |                 |
| 19 | Guilty!                         | Colpevole!                      | 19 aprile 2002   |                 |
| 20 | The Whole Box of Wax            | La palla di cera                | 26 aprile 2002   |                 |
| 21 | Driving Mrs. Goodman            | Lezioni di guida                | 3 maggio 2002    |                 |
| 22 | I Fall to Pieces                | Sentirsi a pezzi                | 10 maggio 2002   |                 |

## Giorno dopo giorno
- Titolo originale: Time After Time
- Diretto da: Jeff Melman
- Scritto da: Dan Berendsen

### Trama
Zelda è depressa per essere stata lasciata dal fidanzato e Sabrina viaggia indietro nel tempo per impedire che lei rifiuti la proposta di matrimonio dello stregone, poeta Gabriel. Tuttavia, così facendo Sabrina sconvolge tutta la sua vita e intrappola sua zia in un matrimonio senza amore e si ritrova costretta a cercare un modo per ripristinare la linea temporale precedente.

## La palla di cera
- Titolo originale: The Whole Ball of Wax
- Diretto da: Henry Winkler
- Scritto da: Laurie Gelman

### Trama
Pensando che qualcuno la stia seguendo, Sabrina attira il suo molestatore in un'aula scolastica. All'inizio Sabrina è felice di vedere che la persona che l'ha seguita sia sua madre, ma il loro incontro trasforma Diana in una palla di cera.
Mentre Hilda e Zelda cercano di convincere il Concilio delle streghe ad annullare la condanna, Sabrina cerca di trascorrere del tempo di con la madre e accidentalmente riesce a riportarla alla normalità, ma a condizione che non si rivedano mai più.
Nel frattempo, Morgan è molto impegnata a preparare una sfilata di moda per il suo ultimo progetto di fashion design.